# Корінна пустинь
Курська Корінна Різдва Пресвятої Богородиці Пустинь — чоловічий монастир Курської єпархії Російської православної церкви, розташований у містечку Свобода Золотухинського району Курської області. Заснований у 1597 році на місці явлення Курської Корінної ікони. Стародавня назва Курського Корінного монастиря — «Чорна Корінна пустинь», що означає глухе, занедбане місце.
Щорічна хресна хода з тисячами паломників, що супроводжував перенесення ікони з Курська до Корінної пустині, зображений на знаменитій картині Рєпіна «Хресна хода в Курській губернії».

## Історія

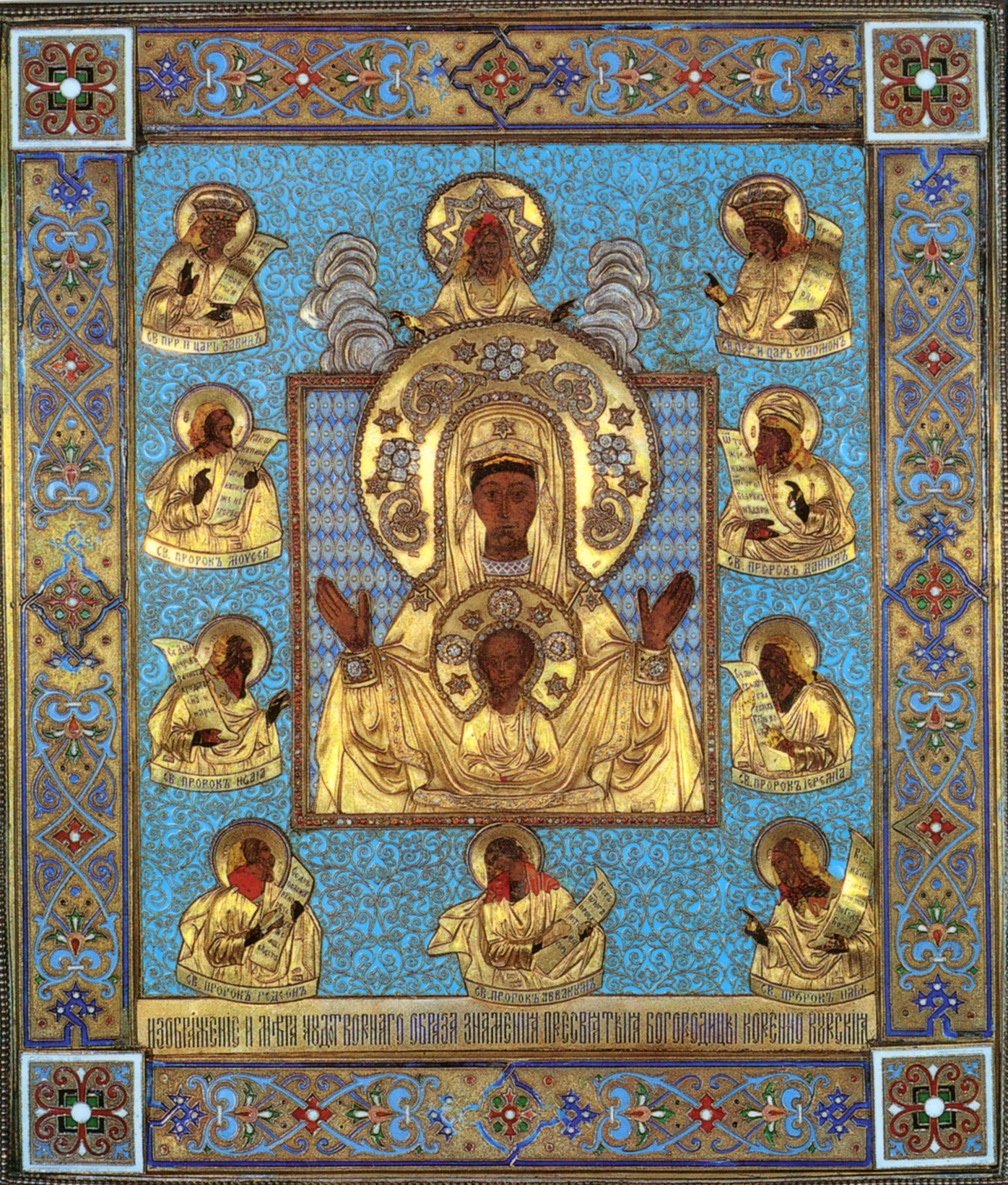
Ікона Божої Матері «Курська Корінна»

1295 року в густих лісах на місці майбутнього селища Свобода мисливці з Рильська виявили ікону. За кілька років на цьому місці була зведена дерев'яна каплиця. У 1597 році на місці явлення Курської Корінної ікони Божої Матері «Знамення» за указом царя Федора Іоанновича заснували монастир в ім'я Різдва Пресвятої Богородиці. Він став першим храмом на цьому місці. У 1601—1603 роках Росію вразив голод, але Курська земля давала врожай і постачала столицю хлібом. Вважалося, що це через чудотворну ікону, тому цар Борис Годунов пожалував Корінній пустині грошову скарбницю, ризи, свічки, ладан, ікони, дзвони, книги.
Курський край зазнав серйозних руйнувань у період Смутного часу: розбій, пожежі, грабежі. Користуючись хаосом, що утворився в країні, татари з подвоєною силою відновили спустошливі набіги. У 1611 році Корінна пустинь була розорена. Оскільки, як і каплиця, храм було зроблено з дерева, тому під час нашестя Кримських татар він швидко згорів. Ще один храм із дерева був побудований на цьому місці у 1618 році.
Кам'яний храм, який був заміною дерев'яному, проіснував 149 років, аж до 1 червня 1852 року, коли за указом графа Клейнміхеля було закладено новий кам'яний храм в ім'я Різдва Пресвятої Богородиці. Корінна пустинь згадується в «Книзі Великому кресленню», 1627 рік:

А ниже Сновы верст с 5 на Тускори пустыня монастырь пречистые Богородицы курские, от Курска 20 верст. А ниже монастыря пречистые Богородицы курские пала в Тускор, от Курска верст з 10, речка Обмет, течет от Теплого колодезя.

Зовнішній вигляд храму був типовим для стилю церковної архітектури і мав подібність до Благовіщенської церкви в Санкт-Петербурзі. Внутрішнє оздоблення також було багатим. Установлений у Соборі Різдва Пресвятої Богородиці Корінної пустині іконостас — одна з найзначніших робіт майстрів Свято-Троїцького братства з міста Щигри Курської області. Саме в цьому храмі мала залишатися ікона Божої Матері «Знамення» під час перебування в Корінній пустині.
З легендою про здобуття чудотворної ікони пов'язаний ще один храм - храм в ім'я святих і праведних Іоакима та Анни. Він побудований на місці, де було знайдено половинки розрубаної ікони «Знамення» Курська-Корінна.
В. І. Лисих пише:

В день закладки храма было собрано пожертвований 583 рубля 87 копеек (серебром), а в казне монастыря оказалось на 17 мая 1852 года 2287 рубля 99 копеек (серебром)

За наказом Катерини II в 1764 році Корінна пустинь виключається зі складу Знам'янського монастиря і знову починає самостійне існування. І землі самої пустині значно скоротилися. Наприклад, село Служня, розташоване з півдня, вийшло з числа монастирських вотчин. Монахам під страхом тяжких покарань заборонено було брати дрова в лісі, тому взимку обитель не опалювалася, що призводило до захворювань священнослужителів і проблем з богослужіннями. У храмі не лишилося нічого, що могло давати заробіток. Більше того, не вистачало навіть найнеобхіднішого начиння, були поламані меблі і була потрібна заміна стекол у більшості вікон. Монастир у відсутності огорожі. Після збільшення терміну перебування Курсько-Корінної ікони на прохання ігумена Ісаї в 1765 значно збільшився потік паломників і, відповідно, витрати на матеріальні потреби Корінної пустині. У зв'язку з цим почалися розбіжності між Знам'янським та Корінним монастирем. У результаті єпископ Білгородський Порфирій велів ділити доходи порівну, навпіл. До цього року в монастирі залишилося лише 12 осіб, а після посилення загальножительного статуту в 1792 році тільки ієромонах Протерій висловив бажання залишитися. 20 жовтня 1792 року намісником у Корінну пустинь був призначений батько Іларій із дорученням завести там загальножительні порядки; пропрацювавши над реорганізацією внутрішнього життя пустині три роки, Іларій, за власним бажанням, повернувся до Саровської пустині, де незабаром і помер.
Проте Катерина II невдовзі змінила своє ставлення до православ'я, оскільки вважала, що «зміцнення Церкви є зміцненням держави». У 1799 році пустинь набула статусу монастиря 4 класу. У 1816 Корінний монастир був зарахований до третьокласних. У 1804 штат Корінної пустині збільшився до тридцяти ченців. У 1811 році в обителі було дев'ять ієромонахів, п'ять меродіаків, один білий диякон, чотири ченці і двадцять п'ять послушників. Корінна пустинь поступово виходила із запустіння. У 1875 році було збудовано храм в ім'я Знамення Божої Матері. Тут же влаштований цвинтар для поховання покійних чернечої братії та благодійників святої обителі.
Після Жовтневої революції почалося стрімке руйнування обителі. У 1918 року Сході бідноти було прийнято рішення перейменувати містечко Корінна пустинь на містечко Свобода. Монастир позбавляється прав юридичної особи. З моменту прийняття в 1922 «Декрету ВЦВК 16 лютого 1922» почалося руйнування обителі. Спочатку вилучили цінності, а 1924 року монастир закрили. По цеглинах розібрали кам'яні сходи до Живоносного джерела, каплиці, пограбували та вивезли унікальну бібліотеку, вирубали Богородицький ліс. У 1924—1926 рр. підірвали головний собор, продали дзвони, зруйнували дзвіницю, цвинтарну церкву, храм Живоносного джерела, Святу браму, спиляли вікові дерева. У тридцяті роки на місці церкви в ім'я Різдва Богородиці було збудовано фонтан. У цей час тут перебував санаторій «Свобода». Після Німецько-радянської війни в монастирських будівлях, що збереглися, було організовано ремісниче училище, пізніше перетворене в ПТУ.
Ікона (велику частину року зберігалася в курському Знам'янському монастирі) під час Громадянської війни була вивезена з Курська: до Бєлгорода, Таганрога, Ростов-на-Дону, Катеринодара, Новоросійська. 1 березня 1920 року на пароплаві «Святий Миколай» вона від'їжджає до Константинополя, звідки до Греції, Сербії. Ненадовго, на прохання генерала Петра Врангеля, для підбадьорення його війська, ікона перебувала у Криму. У 1944 році ікона була доставлена до Мюнхена, а потім до США в 1951 році, де перебувала у спеціально облаштованій для неї Ново-Корінній пустині. З 1957 року ікона перебуває в Синодальному Знам'янському соборі Російської православної церкви за кордоном у Нью-Йорку.
«Незважаючи на всі зусилля (аж до 1989 року) владі не вдалося витравити в народі пам'ять про хресну ходу. Люди шукали не тільки зцілення від недуг у стародавнього джерела на березі Тускарі, а й усамітнення в молитвах та очищення. Паломники обходили стороною пости, робили лази у чотириметровому паркані, заявляли владі: „Тут наша святиня, і ніщо не зупинить нас на шляху до неї“. <…> 1988-го, на рік 1000-річчя хрещення Русі, на захист Корінної пустині піднялася громадськість Курська. У свою чергу Ювеналій вдарив чолом тодішньому Патріарху Московському і всієї Русі Пімену та главі держави Горбачову і попросив повернути Корінну обитель віруючим». У результаті 7 серпня 1989 року виконком облради народних депутатів видав рішення про поетапну передачу Корінної пустині єпархії.
Патріарх Московський і всієї Русі Алексій II, відвідавши відроджену Корінну пустинь у вересні 1991 року, назвав її третім духовним центром Росії поряд із Трійце-Сергієвою лаврою та Дівєєвською обителлю преподобного Серафима Саровського в Нижньогородській області.

## Сучасний стан
У монастирі зараз 4 храми, що діють, але фактично служби ведуться тільки в одному з них — Соборі Різдва Пресвятої Богородиці, розташованому на горі.
Нижня церква в ім'я Живоносного Джерела за переказами є другою чи третьою на цьому місці. Перша була побудована за указом фельдмаршала Б. П. Шереметьєва. Існує незаперечний доказ цього факту — напис, зроблений ним на Євангеліє, пожертвуваному цією церквою. Ст. І. Лисих цитує цей напис: Це Святе Євангеліє подано від Фельдмаршала Б. П. Шереметьєва, знову побудовану від нього кам'яну церкву в ім'я Живоносного Джерела на святому джерелі, літа 1714, серпня о 17 день. Нижня церква — один із найдавніших храмів Корінної пустині. У храмі ікони Божої Матері «Живоносне Джерело» встановлено унікальний фаянсовий іконостас.
Корінна пустинь є джерелом ключової води. Вважається, що вже 700 років струмує Корінний чудотворний джерело. Точність цього достовірно може бути встановлена.
Знам'янський монастир та Корінна пустинь залишаються важливими елементами хресної ходи.

## Настоятелі та намісники
- Іларій (20 жовтня 1792—1795), будівельник, намісник
- Паладій (Бєлєвцев) (1815—1818)
- Макарій (1818—1820), переведений із Полоцького Богоявленського монастиря, а потім — до Олександро-Свірського.
- Парфеній, архімандрит (1820 — …), колишній різничий Олександро-Невської лаври
- Ювеналій (Половцев) (8 травня 1862 — 21 грудня 1867)
- Григорій (Кренців) (1994)
- Іоанн (Рудаков) (1994—2004)
- Веніамін (Корольов) (24 грудня 2004 — 29 серпня 2012)
- Серафим (Котельников) (з 29 серпня 2012 р.) до 16 липня 2013 р. — в. о. намісника